# George Fuller
Sir George Fuller (ur. 22 stycznia 1861 w Kiamie, zm. 22 lipca 1940 w Sydney) – australijski polityk i prawnik, dwukrotny premier stanu Nowa Południowa Walia oraz federalny minister spraw wewnętrznych i terytoriów (1909-1910).

## Życiorys

### Wykształcenie i kariera zawodowa
Po ukończeniu szkoły podstawowej w swojej rodzinnej Kiamie, Fuller kontynuował edukację w Sydney, gdzie skończył szkołę średnią, a następnie uzyskał licencjat i magisterium na University of Sydney. W 1884 uzyskał prawo wykonywania zawodu adwokata i podjął praktykę prawniczą.

### Kariera polityczna
Fulle rozpoczął karierę polityczną w wieku 28 lat, w 1889 roku, kiedy to został wybrany w skład Zgromadzenia Ustawodawczego Nowej Południowej Walii, gdzie związał się z Partią Wolnego Handlu. W 1894 przegrał wybory, zaś próba powrotu do Zgromadzenia w 1898 zakończyła się kolejnym niepowodzeniem. Po powstaniu Związku Australijskiego, w 1901 znalazł się w gronie deputowanych wybranych do pierwszej kadencji federalnej Izby Reprezentantów. Zasiadał tam początkowo w ławach Partii Wolnego Handlu, a następnie Związkowej Partii Liberalnej. W 1909 został ministrem spraw wewnętrznych i terytoriów w czwartym gabinecie Deakina, urzędującym do 1910 roku. Zajmował się tam m.in. przygotowaniem ustawy mającej umożliwić rozpoczęcie budowy stolicy federalnej – Canberry – której powstanie było co prawda wymogiem konstytucyjnym już od 1901 roku, jednak pozostawało przez niemal dekadę martwą literą. W 1911, już jako poseł opozycji, był członkiem australijskiej delegacji na koronację króla Jerzego V.
W 1913 stracił w wyborach swój mandat w parlamencie federalnym i postanowił wrócić do polityki stanowej w Nowej Południowej Walii, co udało mu się w 1915 roku, kiedy to po raz drugi karierze został wybrany do tamtejszego Zgromadzenia. W 1916 wszedł do rządu stanowego jako tzw. sekretarz kolonii, co było drugim najwyższym stanowiskiem po premierze stanowym, którym był wówczas William Holman. W 1917, podczas dłuższego wyjazdu zagranicznego Holmana, pełnił przez kilka miesięcy obowiązki premiera stanowego. W wyniku przekształceń na australijskiej prawicy, był już wówczas członkiem Nacjonalistycznej Partii Australii (NPA). Po przegranych przez tę formację wyborach stanowych w 1920 został liderem opozycji w parlamencie Nowej Południowej Walii. W grudniu 1921 nacjonaliści wspólnie z Partią Postępową zdołali obalić stanowy rząd Australijskiej Partii Pracy (ALP) i utworzył własny z Fullerem jako premierem, jednak za sprawą rozłamu w Partii Postępowej, przetrwał on zaledwie siedem godzin (choć Fuller zdążył już zostać zaprzysiężony, a zatem jest to klasyfikowane jako bardzo krótka, ale pełnoprawna kadencja premiera).
W 1922 kierowana przez niego NPA wygrała wybory, a Fuller po raz drugim został premierem stanowym, tym razem na okres trzech lat, do 1925 roku, kiedy w kolejnych wyborach władza w stanie wróciła w ręce ALP. Po tej porażce Fuller zrezygnował z funkcji lidera stanowego partii, ale pozostał członkiem parlamentu. W 1928 wyjechał do Londynu, gdzie objął urząd tzw. agenta generalnego (quasi-ambasadora) Nowej Południowej Walii. W 1931 powrócił do kraju, ale zrezygnował już z dalszego uczestnictwa w życiu publicznym. Zmarł w 1940 w Sydney, przeżywszy 79 lat.

## Odznaczenia
W 1919 roku otrzymał Order św. Michała i św. Jerzego klasy Rycerz Komandor, co uprawniało go do dopisywania przed nazwiskiem tytułu Sir.